# جاك ليتل
جاك ليتل (بالإنجليزية: Jack Little)‏ (25 يناير 1885 في المملكة المتحدة - 1965) هو لاعب كرة قدم بريطاني (وحمل سابقاً جنسية المملكة المتحدة لبريطانيا العظمى وأيرلندا) في مركز الدفاع. لعب مع كريستال بالاس وCroydon Common F.C. ‏ وSittingbourne F.C. ‏.